# Бориславський народний самодіяльний театр для дітей та юнацтва
Бориславський народний драматичний  театр для дітей та юнацтва ім. Петра Телюка - утворений 1959 року у м. Борислав. Репетиційна та матеріальна бази знаходяться у Бориславському міському Палаці культури .

## Керівництво театру
Довгий час керівником театру був Телюк Петро Михайлович.
На сьогоднішній день керівником є Ігор Мельник 

## Репертуар
У репертуарі театру — постановки творів вітчизняних та зарубіжних авторів:
- «Лимерівна» — за п'єсою Панаса Мирного;
- «Украдене щастя» — за твором Івана Франка;
- «Кайдашева сім'я» — за твором І.Нечуй-Левицького;
- «Господиня заїзду» — за твором Карло Ґольдоні ;
- «Витівки шинкарки Феськи» — за твором В.Канівця та народними мотивами;
- «Дім Бернарди Альби» — за твором Федеріка Гарсія Лорки;
- «Сватання на Гончарівці» — за твором Г.Квітки-Основ'яненка;
- "Лікар мимиволі" - за твором Жана Батиста Мольєра;
- "Дівка на виданні" - за твором Віри Маковій

Постановки для дітей:
- «Золоте курча» — за твором В.Орлова;
- «Кіт у чоботях»

## Актори театру
- Мандзяк Ігор
- Бондаренко Олександр
- Кузняк Леся
- Майсус Ліля
- Павляк Ольга  (*27.11.1943 - †26.06.2014)
- Тараненко Тетяна
- Панів Назарій
- Кравцова Наталія
- Ільницька Тамара
- Лобода Оксана
- Йосип Іліх
- Фринцко Богдан
- Анна Янко (Мандзяк)
- Цюник Юрій
- Кукеза Володимир
- Делінкевич Андрій
- Делінкевич Володимир
- Покора Наталія
- Ніна Бориславська
- Максим Власюк
- Панів Ірина
- Біляк Михайло
- Телех Ніна
- Копись Надія
- Назарко Леся
- Делінкевич Ярослава

## Ювілей
Цього року урочисто відзначалася 50-та річниця присвоєння звання «Народного» творчому колективу драматичного театру При Палаці культури нафтовиків. Режисером тоді був Юрій Красняк.
У 2004 році звання «Народного» присвоєно оновленому складу театру (за постановку драми Івана Франка «Украдене щастя»).
У 2009 році групі акторів вручено грамоти і дипломи, а керівнику Петру Телюку — пам'ятну медаль «За вагомий внесок у розвиток міста Борислава».

## Нагороди  та  досягнення

Диплом за 1ше місце на фестивалі театрального мистецтва "Від Гіпаніса до Борисфену" у м. Очаків

- червень, 2012 р.  -  1-ше місце 17-го Всеукраїнського фестивалю театрального  мистецтва "Від Гіпаніса до  Борисфену" у  м. Очаків;

- червень, 2013 р. - 1-ше місце  на Міжнародному фестивалі театрального мистецтва у м. Очаків;

## Цікаві факти
У березні 2013 року актори театру Леся Кузняк, Ліля Майсус, Ольга Павляк, Тетяна Тараненко, Олександр Бондаренко та Назарій Панів  знялися в епізодичних ролях у художньому фільмі режисера Вікторії Трофименко "Брати. Остання сповідь",  котрий  у 2014 році  на Московському Міжнародному кінофестивалі  виборов відразу дві нагороди.